# Кібернетика

Кіберне́тика (дав.-гр. κυβερνητική — «мистецтво управління» від κυβερνήτης — «керманич», «стерновий») — наука про загальні принципи керування в комплексі складними (множинними) системами різноманітної природи походження (наприклад, у технічних, біологічних, соціальних та ін.).
Інше значення — наука (чи мистецтво) керування (управління) складними системами різноманітної природи походження на основі знань, що сформовані на зворотних зв'язках.
За визначенням Віктора Глушкова — наука про загальні закони одержання, зберігання, передавання й перетворення інформації у складних системах управління.

## Загальна інформація
Слово «кібернетика» вперше вжив як термін для управління в загальному розумінні давньогрецький філософ Платон. Кібернетика як наука виникла лише в 40-х роках XX століття. У 1948 році з'явилася перша праця, присвячена питанням кібернетики — «Кібернетика, або Управління та зв'язок у тварині та машині». Автор її — відомий американський учений Норберт Вінер.
Основний об'єкт дослідження кібернетики — кібернетичні системи, які розглядаються абстрактно, незалежно від їх матеріальної природи. Приклади кібернетичних систем — автоматичні регулятори в техніці, ЕОМ, людський мозок, біологічні популяції, людство. Кожна така система є множиною взаємопов'язаних об'єктів (елементів системи), які здатні сприймати, запам'ятовувати та переробляти інформацію, а також обмінюватися нею. Початком історії кібернетики вважають 1947 р. — рік виходу у світ книги Н. Вінера «Кібернетика». Сучасна кібернетика складається з ряду розділів, які є самостійними науковими напрямами. Застосування кібернетичного методу досліджень до різного роду систем привело до виникнення таких галузей, як технічна, економічна, біокібернетика(біологічна і медична кібернетика) тощо. Теоретичне ядро кібернетики утворюють теорія інформації, теорія алгоритмів, теорія автоматів, дослідження операцій, теорія оптимального управління, теорія розпізнавання образів. Кібернетика розробляє загальні принципи створення систем управління і систем для автоматизації розумової праці. Основні технічні засоби для вирішення завдань кібернетики — ЕОМ.

## Внески вчених

### Українських
Значний внесок у становлення та розвиток кібернетики зробили українські вчені М. М.  Амосов, П. І. Андон, А. В. Анісімов, Ю. Г. Антомонов, І. Д. Войтович, В. М. Глушков, В. Ф. Губарев, В. С. Дейнека, Ю. М. Єрмольєв, М. З.  Згуровський, О. Г.  Івахненко, І. М. Коваленко, В. С. Королюк, Ю. Г. Кривонос, В. М. Кунцевич, С. О. Лебедєв, О. А. Летичевський, І. І. Ляшко, А. О. Морозов, О. В. Палагін, В. Н. Редько, Провотар О. І., І. В. Сергієнко, В. В. Скопецький, В. І. Скурихін, К. Л. Ющенко.,
Вітчизняний «піонер кібернетики» — Сергій Олексійович Лебедєв, який у 1950 році створив перший в СРСР комп'ютер МЕЛМ (Малу електронну обчислювальну машину). Під керівництвом Віктора Михайловича Глушкова у 1966 році була розроблена електронно-обчислювальна машина (ЕОМ) «МИР» — машина для інженерних розрахунків. Академік В. М. Глушков створив в очолюваному ним Інституті кібернетики НАНУ відділ біокібернетики на чолі з академіком М. М. Амосовим, а також структурний підрозділ — лабораторію математичних методів у біології та медицині, яку очолив професор Ю. Г. Антомонов. Таким чином, у 1962 році було започатковано новий напрямок кібернетики — біокібернетику.

### Іноземних
Абгарян К. А.

## Фахові наукові видання
В Україні видається декілька наукових фахових видань, присвячених загальним та окремим питанням кібернетики:
- Вісник Київського національного університету імені Тараса Шевченка [Архівовано 20 жовтня 2010 у Wayback Machine.]. Заснований у 2000 р. Видається Київським національним університетом імені Тараса Шевченка. Головний редактор — д.ф.-м.н., академік АПН України О. К. Закусило.
- Збірник наукових праць Вісник Національного технічного університету «Харківський політехнічний інститут». Серія: Системный анализ, управление и информационные технологии [Архівовано 25 листопада 2010 у Wayback Machine.]. Заснований у 2001 р. Видається Національним університетом України «Харківський політехнічний інститут». Головний редактор — д.т. н. М. Д. Годлевський.
- Міжнародний науково-теоретичний журнал Кибернетика и системный анализ. Заснований в 1965 р. Видається Інститутом кібернетики ім. В. М. Глушкова НАН України. Головний редактор — академік І. В. Сергієнко.
- Науковий журнал «Кибернетика и вычислительная техника» заснований В.Глушковим в 1965 році як збірник наукових праць Кибернетика и вычислительная техника [Архівовано 15 травня 2010 у Wayback Machine.], з 2014 року — науковий журнал Кибернетика и вычислительная техника. Видається Міжнародним науково-навчальним центром інформаційних технологій і систем НАН України та МОН України. Головні редактори — академік НАН України І. В. Сергієнко,— член-кореспондент НАН України В. І. Гриценко, заступник головного редактора — Л. М. Козак.
- Науковий журнал Економічна кібернетика [Архівовано 9 липня 2010 у Wayback Machine.]. Заснований у 2000 р. Видається Донецьким національним університетом. Головний редактор — член-кореспондент НАН України Ю. Г. Лисенко.
- Науково-технічний журнал Системні дослідження та інформаційні технології [Архівовано 17 вересня 2010 у Wayback Machine.]. Заснований у 2001 р. Видається Навчально-науковим комплексом «Інститут прикладного системного аналізу» НТУУ «КПІ», МОН та НАН України. Головний редактор — академік М. З. Згуровський.
- Збірник наукових праць Системні технології [Архівовано 17 квітня 2011 у Wayback Machine.]. Заснований в 1997 р. Видається Національною металургійною академією України. Головний редактор член-кореспондент НАН України О. Г. Величко.
- Науковий журнал Складні системи і процеси [Архівовано 15 травня 2010 у Wayback Machine.]. Заснований у 2002 р. Видається Класичним приватним університетом. Головний редактор — д. ф.-м. н. О. М. Горбань.